# Jack Cartwright
Pour les articles homonymes, voir Cartwright.
Jack Cartwright est un nageur australien né le 22 septembre 1998.

## Biographie
Jack Cartwright est médaillé d'or du relais 4 × 100 m nage libre et médaillé d'argent du relais 4 × 100 m nage libre mixte aux Championnats du monde juniors de natation 2015 à Singapour. 
Aux Championnats pan-pacifiques juniors 2016 à Maui, il remporte quatre médailles d'or (sur 50 m nage libre, 100 m nage libre, 200 m nage libre et au relais 4 × 200 m nage libre), une médaille d'argent au relais 4 × 100 m nage libre et une médaille de bronze au relais 4 × 100 m 4 nages.
En 2018, il obtient la médaille d'or du relais 4 × 100 m nage libre aux Jeux du Commonwealth à Gold Coast et trois médailles d'argent aux Championnats pan-pacifiques 2018 à Tokyo, sur 100, 4 × 100 et 4 × 200 m nage libre.
Aux Championnats du monde de natation 2022 à Budapest, il est médaillé d'or du relais 4 × 100 m nage libre mixte et médaillé d'argent du relais 4 × 100 m nage libre.
Il fait partie du relais 4 × 100 m nage libre australien médaillé d'or aux Championnats du monde de natation 2023 à Fukuoka.

## Palmarès

### Jeux olympiques
- Jeux olympiques d'été de 2024 à Paris :
  -  Médaille d'argent du relais 4 × 100 m nage libre.

### Championnats du monde en grand bassin
- Championnats du monde 2022 à Budapest :
  -  Médaille d'or du 4 × 100 m nage libre mixte.
  -  Médaille d'argent du 4 × 100 m nage libre.
- Championnats du monde 2023 à Fukuoka :
  -  Médaille d'or du 4 × 100 m nage libre.
  -  Médaille d'or du 4 × 100 m nage libre mixte.
- Championnats du monde 2024 à Doha :
  -  Médaille d'argent du relais 4 × 100 m nage libre mixte.

### Championnats pan-pacifiques
- Championnats pan-pacifiques 2018 à Tokyo :
  -  Médaille d'argent du 100 m nage libre.
  -  Médaille d'argent du 4 × 100 m nage libre.
  -  Médaille d'argent du 4 × 200 m nage libre.

### Jeux du Commonwealth
- Jeux du Commonwealth de 2018 à Gold Coast : 
  -  Médaille d'or du 4 × 100 m nage libre.